# Ливадия (гостиница)
«Ливадия» — бывшая гостиница и историческое здание конца XIX века в Минске, памятник архитектуры (номер 711Е000001). Расположено по адресу: Революционная улица, дом 22.

## История
С XVIII века на месте гостиницы находились здания монастыря бенедиктинцев (основан в 1700 году). Он был упразднён в 1832 году, территория застроена жилыми домами. Застройка участка была уничтожена большим городским пожаром 1881 года. В 1888 году мещанин Берка Футер выстроил вначале одноэтажный жилой дом, затем в 1893 году надстроил его вторым этажом. По состоянию на 1910 год, в здании располагалась гостиница «Ливадия» на 11 номеров, а также жилые помещения. В 1920 году в гостинице останавливался режиссёр С. М. Эйзенштейн. После 1920 года дом был национализирован, помещения переоборудованы под коммунальные квартиры. В годы Великой Отечественной войны дом не пострадал. За время послевоенных ремонтов был значительно утрачен декор фасадов и балконные ограды. До конца XX века здание бывшей гостиницы оставалось жилым.

## Архитектура
Двухэтажное кирпичное здание, прямоугольное в плане, накрыто двускатной крышей. Фасад симметричен, оконные проёмы первого этажа прямоугольные, второго — лучковые с лучковыми сандриками и подоконными плитами. Этажи разделены карнизом. На втором этаже есть два небольших балкона. В левой части фасада была проездная арка (ныне утрачена).